# 1. ŽNL Karlovačka 2008./09.

## Tablica
| Mj. | Klub                         | Sus. | Pob | Rem | Por | GR    | Bod |
| --- | ---------------------------- | ---- | --- | --- | --- | ----- | --- |
| 1.  | NK Dobra Sveti Petar         | 26   | 18  | 4   | 4   | 76:24 | 58  |
| 2.  | NK Zrinski Ozalj             | 26   | 17  | 6   | 3   | 51:19 | 57  |
| 3.  | NK Vrlovka Kamanje           | 26   | 16  | 7   | 3   | 38:19 | 55  |
| 4.  | NK Slunj                     | 26   | 15  | 6   | 5   | 54:30 | 51  |
| 5.  | NK Duga Resa                 | 26   | 15  | 4   | 7   | 67:39 | 49  |
| 6.  | NK Kupa Donje Mekušje        | 26   | 11  | 6   | 9   | 35:24 | 39  |
| 7.  | NK Draganić                  | 26   | 10  | 7   | 9   | 52:34 | 37  |
| 8.  | NK Cetingrad                 | 26   | 10  | 2   | 14  | 54:65 | 32  |
| 9.  | NK Croatia '78 Žakanje       | 26   | 9   | 4   | 13  | 46:51 | 31  |
| 10. | NK Mostanje ALL Karlovac     | 26   | 9   | 2   | 15  | 33:43 | 29  |
| 11. | NK Vojnić '95                | 26   | 7   | 6   | 13  | 37:59 | 27  |
| 12. | NK Mrežnica Zvečaj           | 26   | 7   | 3   | 16  | 32:68 | 24  |
| 13. | NK Oštarije                  | 26   | 4   | 3   | 19  | 32:74 | 15  |
| 14. | NK Mladost Zagorje Ogulinsko | 26   | 3   | 2   | 21  | 36:94 | 11  |

## Rezultati
| NK Draganić - NK Duga Resa 3:1 NK Cetingrad - NK Slunj 1:5 NK Mrežnica Zvečaj - NK Zrinski Ozalj 2:0 NK Mladost Zagorje Ogulinsko - NK Vrlovka Kamanje 1:3 NK Vojnić '95 - NK Oštarije 3:2 NK Croatia '78 Žakanje - NK Dobra Sveti Petar 3:1 NK Kupa Donje Mekušje - NK Mostanje ALL Karlovac 1:0    | NK Duga Resa - NK Kupa Donje Mekušje 2:0 NK Slunj - NK Mostanje ALL Karlovac 2:0 NK Dobra Sveti Petar - NK Draganić 0:2 NK Oštarije - NK Croatia '78 Žakanje 0:2 NK Vrlovka Kamanje - NK Vojnić '95 2:1 NK Zrinski Ozalj - NK Mladost Zagorje Ogulinsko 5:0 NK Cetingrad - NK Mrežnica Zvečaj 3:1    | NK Mrežnica Zvečaj - NK Slunj 2:1 NK Mladost Zagorje Ogulinsko - NK Cetingrad 2:3 NK Vojnić '95 - NK Zrinski Ozalj 0:4 NK Croatia '78 Žakanje - NK Vrlovka Kamanje 0:1 NK Draganić - NK Oštarije 1:1 NK Kupa Donje Mekušje - NK Dobra Sveti Petar 1:2 NK Mostanje ALL Karlovac - NK Duga Resa 2:3  |
| NK Slunj - NK Duga Resa 2:1 NK Dobra Sveti Petar - NK Mostanje ALL Karlovac 1:0 NK Oštarije - NK Kupa Donje Mekušje 0:3 NK Vrlovka Kamanje - NK Draganić 0:0 NK Zrinski Ozalj - NK Croatia '78 Žakanje 1:1 NK Cetingrad - NK Vojnić '95 2:2 NK Mrežnica Zvečaj - NK Mladost Zagorje Ogulinsko 4:2.   | NK Mladost Zagorje Ogulinsko - NK Slunj 3:4 NK Vojnić '95 - NK Mrežnica Zvečaj 3:3 NK Croatia '78 Žakanje - NK Cetingrad 4:3 NK Draganić - NK Zrinski Ozalj 0:1 NK Kupa Donje Mekušje - NK Vrlovka Kamanje 0:1 NK Mostanje ALL Karlovac - NK Oštarije 2:1 NK Duga Resa - NK Dobra Sveti Petar 3:2    | NK Slunj - NK Dobra Sveti Petar 1:3 NK Oštarije - NK Duga Resa 0:3 NK Vrlovka Kamanje - NK Mostanje ALL Karlovac 3:1 NK Zrinski Ozalj - NK Kupa Donje Mekušje 0:0 NK Cetingrad - NK Draganić 2:4 NK Mrežnica Zvečaj - NK Croatia '78 Žakanje 1:1 NK Mladost Zagorje Ogulinsko - NK Vojnić '95 4:1  |
| NK Vojnić '95 - NK Slunj 0:0 NK Croatia '78 Žakanje - NK Mladost Zagorje Ogulinsko 5:0 NK Draganić - NK Mrežnica Zvečaj 5:0 NK Kupa Donje Mekušje - NK Cetingrad 2:0 NK Mostanje ALL Karlovac - NK Zrinski Ozalj 0:1 NK Duga Resa - NK Vrlovka Kamanje 0:0 NK Dobra Sveti Petar - NK Oštarije 6:1    | NK Slunj - NK Oštarije 5:2 NK Vrlovka Kamanje - NK Dobra Sveti Petar 1:0 NK Zrinski Ozalj - NK Duga Resa 0:0 NK Cetingrad - NK Mostanje ALL Karlovac 0:1 NK Mrežnica Zvečaj - NK Kupa Donje Mekušje 0:2 NK Mladost Zagorje Ogulinsko - NK Draganić 1:3 NK Vojnić '95 - NK Croatia '78 Žakanje 1:2    | NK Croatia '78 Žakanje - NK Slunj 0:4 NK Draganić - NK Vojnić '95 4:2 NK Kupa Donje Mekušje - NK Mladost Zagorje Ogulinsko 3:0 NK Mostanje ALL Karlovac - NK Mrežnica Zvečaj 2:0 NK Duga Resa - NK Cetingrad 6:1 NK Dobra Sveti Petar - NK Zrinski Ozalj 1:1 NK Oštarije - NK Vrlovka Kamanje 1:1  |
| NK Slunj - NK Vrlovka Kamanje 0:0 NK Zrinski Ozalj - NK Oštarije 4:0 NK Cetingrad - NK Dobra Sveti Petar 3:1 NK Mrežnica Zvečaj - NK Duga Resa 1:4 NK Mladost Zagorje Ogulinsko - NK Mostanje ALL Karlovac 2:3 NK Vojnić '95 - NK Kupa Donje Mekušje 1:0 NK Croatia '78 Žakanje - NK Draganić 1:0    | NK Draganić - NK Slunj 3:0 NK Kupa Donje Mekušje - NK Croatia '78 Žakanje 3:1 NK Mostanje ALL Karlovac - NK Vojnić '95 0:1 NK Duga Resa - NK Mladost Zagorje Ogulinsko 4:1 NK Dobra Sveti Petar - NK Mrežnica Zvečaj 8:0 NK Oštarije - NK Cetingrad 1:2 NK Vrlovka Kamanje - NK Zrinski Ozalj 1:2    | NK Slunj - NK Zrinski Ozalj 4:4 NK Cetingrad - NK Vrlovka Kamanje 1:2 NK Mrežnica Zvečaj - NK Oštarije 2:0 NK Mladost Zagorje Ogulinsko - NK Dobra Sveti Petar 0:5 NK Vojnić '95 - NK Duga Resa 1:1 NK Croatia '78 Žakanje - NK Mostanje ALL Karlovac 7:2 NK Draganić - NK Kupa Donje Mekušje 0:0. |
| NK Mostanje ALL Karlovac- NK Draganić 1:2 NK Duga Resa - NK Croatia '78 Žakanje 2:0 NK Kupa Donje Mekušje - NK Slunj 0:0 NK Dobra Sveti Petar - NK Vojnić '95 2:2 NK Oštarije - NK Mladost Zagorje Ogulinsko 3:2 NK Vrlovka Kamanje - NK Mrežnica Zvečaj 3:0 NK Zrinski Ozalj - NK Cetingrad 2:1     | NK Slunj - NK Cetingrad 2:1 NK Zrinski Ozalj - NK Mrežnica Zvečaj 3:0 NK Vrlovka Kamanje - NK Mladost Zagorje Ogulinsko 2:1 NK Oštarije - NK Vojnić '95 5:1 NK Dobra Sveti Petar - NK Croatia '78 Žakanje 2:0 NK Duga Resa - NK Draganić 2:2 NK Mostanje ALL Karlovac - NK Kupa Donje Mekušje 2:0.   | NK Mostanje ALL Karlovac - NK Slunj 0:1 NK Kupa Donje Mekušje - NK Duga Resa 3:2 NK Draganić - NK Dobra Sveti Petar 2:2 NK Croatia '78 Žakanje - NK Oštarije 2:3 NK Vojnić '95 - NK Vrlovka Kamanje 0:3 NK Mladost Zagorje Ogulinsko - NK Zrinski Ozalj 0:1 NK Mrežnica Zvečaj - NK Cetingrad 2:5  |
| NK Slunj - NK Mrežnica Zvečaj 3:0 NK Cetingrad - NK Mladost Zagorje Ogulinsko 7:3 NK Zrinski Ozalj - NK Vojnić '95 4:1 NK Vrlovka Kamanje - NK Croatia '78 Žakanje 1:1 NK Oštarije - NK Draganić 1:1 NK Dobra Sveti Petar - NK Kupa Donje Mekušje 3:1 NK Duga Resa - NK Mostanje ALL Karlovac 2:0    | NK Duga Resa - NK Slunj 3:1 NK Mostanje ALL Karlovac - NK Dobra Sveti Petar 1:3 NK Kupa Donje Mekušje - NK Oštarije 5:0 NK Draganić - NK Vrlovka Kamanje 0:2 NK Croatia '78 Žakanje - NK Zrinski Ozalj 0:1 NK Mladost Zagorje Ogulinsko - NK Mrežnica Zvečaj 2:1 NK Vojnić '95 - NK Cetingrad 2:0 ↓1 | NK Slunj - NK Mladost Zagorje Ogulinsko 4:1 NK Mrežnica Zvečaj - NK Vojnić '95 0:5 NK Cetingrad - NK Croatia '78 Žakanje 3:0 NK Zrinski Ozalj - NK Draganić 3:2 NK Vrlovka Kamanje - NK Kupa Donje Mekušje 2:1 NK Oštarije - NK Mostanje ALL Karlovac 3:4 NK Dobra Sveti Petar - NK Duga Resa 3:0  |
| NK Dobra Sveti Petar - NK Slunj 0:0 NK Duga Resa - NK Oštarije 5:0 NK Mostanje ALL Karlovac - NK Vrlovka Kamanje 0:0 NK Kupa Donje Mekušje - NK Zrinski Ozalj 1:2 NK Draganić - NK Cetingrad 4:2 NK Croatia '78 Žakanje - NK Mrežnica Zvečaj 6:2 NK Vojnić '95 - NK Mladost Zagorje Ogulinsko 3:1    | NK Vrlovka Kamanje - NK Duga Resa 4:3 NK Slunj - NK Vojnić '95 2:1 NK Mladost Zagorje Ogulinsko - NK Croatia '78 Žakanje 2:2 NK Mrežnica Zvečaj - NK Draganić 2:0 NK Cetingrad - NK Kupa Donje Mekušje 2:0 NK Zrinski Ozalj - NK Mostanje ALL Karlovac 1:0 NK Oštarije - NK Dobra Sveti Petar 0:3    | NK Duga Resa - NK Zrinski Ozalj 0:3 NK Oštarije - NK Slunj 2:3 NK Dobra Sveti Petar - NK Vrlovka Kamanje 3:0 NK Mostanje ALL Karlovac - NK Cetingrad 2:2 NK Kupa Donje Mekušje - NK Mrežnica Zvečaj 1:1 NK Draganić - NK Mladost Zagorje Ogulinsko 8:0 NK Croatia '78 Žakanje - NK Vojnić '95 6:0  |
| NK Cetingrad - NK Duga Resa 4:1 NK Slunj - NK Croatia '78 Žakanje 4:1 NK Vojnić '95 - NK Draganić 1:1 NK Mladost Zagorje Ogulinsko - NK Kupa Donje Mekušje 1:1 NK Mrežnica Zvečaj - NK Mostanje ALL Karlovac 2:0 NK Zrinski Ozalj - NK Dobra Sveti Petar 0:1 NK Vrlovka Kamanje - NK Oštarije 2:1    | NK Duga Resa - NK Mrežnica Zvečaj 5:2 NK Vrlovka Kamanje - NK Slunj 1:0 NK Oštarije - NK Zrinski Ozalj 1:4 NK Dobra Sveti Petar - NK Cetingrad 7:2 NK Mostanje ALL Karlovac - NK Mladost Zagorje Ogulinsko 4:0 NK Kupa Donje Mekušje - NK Vojnić '95 2:0 NK Draganić - NK Croatia '78 Žakanje 5:0    | NK Mladost Zagorje Ogulinsko - NK Duga Resa 2:6 NK Slunj - NK Draganić 3:0 NK Croatia '78 Žakanje - NK Kupa Donje Mekušje 0:2 NK Vojnić '95 - NK Mostanje ALL Karlovac 4:0 NK Mrežnica Zvečaj - NK Dobra Sveti Petar 2:3 NK Cetingrad - NK Oštarije 3:2 NK Zrinski Ozalj - NK Vrlovka Kamanje 0:0  |
| NK Duga Resa - NK Vojnić '95 5:1 NK Zrinski Ozalj - NK Slunj 0:2 NK Vrlovka Kamanje - NK Cetingrad 3:0 NK Oštarije - NK Mrežnica Zvečaj 1:0 NK Dobra Sveti Petar - NK Mladost Zagorje Ogulinsko 8:0 NK Mostanje ALL Karlovac - NK Croatia '78 Žakanje 4:0 NK Kupa Donje Mekušje - NK Draganić 2:1 ↓2 | NK Slunj - NK Kupa Donje Mekušje 1:1 NK Draganić - NK Mostanje ALL Karlovac 1:2 NK Croatia '78 Žakanje - NK Duga Resa 1:3 NK Vojnić '95 - NK Dobra Sveti Petar 0:4 NK Mladost Zagorje Ogulinsko - NK Oštarije 5:1 NK Mrežnica Zvečaj - NK Vrlovka Kamanje 2:0 NK Cetingrad - NK Zrinski Ozalj 1:4    | |